# Казачинова, Галина Григорьевна
Галина Григорьевна Казачинова (Кужакова) (9 декабря 1941 года, улус Аев, Усть-Абаканский район, Хакасская автономная область) — хакасский писатель, поэт, драматург, переводчик, педагог, общественный деятель. Член Союза писателей России (1993). Председатель Хакасского отделения Союза писателей России (1998—2009). Заслуженный работник культуры Республики Хакасия (1996).

## Биография
После школы поступила в Абаканское педагогическое училище. Во время учёбы в Абаканском государственном педагогическом институте начала заниматься журналистикой. Публикуется с 1967 года.
По окончании института работала литературным сотрудником, редактором радио и телевидения, редактором Хакасского книжного издательства.
Первая книга «Той» («Свадьба») вышла в 1979 году. Значительная часть творчества адресована детям: «…Мне душевно близок детский характер, удивлённый, открытый взгляд ребёнка на окружающий мир, познавая который, он взрослеет. Моя скромная задача — помочь детям полюбить живую природу, родную землю, дом свой отчий…». На сцене театра «Сказка» в течение нескольких театральных сезонов шла её сказка «Тайна горных духов». Автор нескольких учебников для начальных классов.
В 1992 году в её обработке выходит в свет богатырское сказание «Хан Мирген». Участница II Международного съезда тюркских писателей в Анкаре в 1994 году. Произведения, в основном, написаны на хакасском языке, но переводились на русский, турецкий, английский языки. В 2003 году в Канаде была издана книга «Горные духи» на хакасском и английском языках.
С 2008 года — автор-составитель журнала для детей на хакасском языке «Тигір хуры» («Радуга»).

## Краткая библиография
- Той (Свадьба): Повесть и рассказы / Г. Казачинова, А. Халларов. — Абакан, 1979. — 158 с.
- Чылтызахтар (Звездочка): Стихи. — Абакан, 1984. — 23 с.
- Пістін аалнын олганнары (Ребята нашего аала): Рассказы для детей младшего школьного возраста (на русском и хакасском языках). — Абакан, 1991. — 112 с.
- Пак — пак (Ква-ква): Домашние животные и птицы. — Абакан, 1994. — 17 с.
- Чыл пазы — Голова Года: (Творч. реконструкция, дизайн праздника и науч.-эксперимент. модели сценариев) / В соавт. с В. К. Татаровой. — Абакан, 1997. — 52 с.
- Кооленіс ырызы: Стихтар // Тигір хуры. — Абакан, 1967. — С. 84—85.
- Алгым чазым: (Повестьтен узік) // Ах тасхыл. — 1976. — № 24. — С. 80-86.
- Аяным аян. — Хыс-часхы. — «Хынча кічичек хызычаам…»: Стихтар // Ах тасхыл. — 1978. — № 26. — С. 105.
- Тик орінiс. — Чилліг орай кускуде. — Киртінчектін хыялы: Чоох-тар // Ах тасхыл. — 1978. — № 26. — С. 106—109.
- Чиркен хозанах. — Тииннен маргысханы. — Иреркек чибічектер. — Суули халган. — Нымырт — нымырдах. — Хазынас. — Албыр-салбыр хын-минчам: Стихтар // Ах тасхыл. — 1987. — № 35. — С. 131—132.
- Оргах паза молат. — Флагым. — Читi ноябрь улукунi. — Чаага пирбеспіс. — Чурекке сиипче. — Чох ползын озогіс. — Чирібiске паарсирбыс. — Состер ойыны: Стихтар // Ах тасхыл. — 1988. — № 36. — С. 120—122.
- Герб. — Флагым. — Чох ползын озогіс. — Чузерге угренмеем. — Чipiбіске паарсирбыс. — Состер ойыны: Стихтар; Чылтыстар. — Пого. — Чилліг орай кускуде. — Киртінчектін хыйалы: Чоохтар // Кічiг тунмачах-тарга. — Абакан, 1989. — С. 74—84, 166—171.
- Ребята нашего аала: (Гл. из повести) // Литература Хакасии: 5—9 кл. — Абакан, 1992. — С. 113—116.
- Кызыльский бубен: Ст. // Чатхан: история и современность. — Абакан, 1996. — С. 40-43.
- О семантике древних енисейских каменных изваяний и современных хакасских детских скороговорок // Жречество и шаманизм. — СПб, 1996. — С. 170—173.